# جان اکسلی (قایقران روئینگ)
جان اکسلی (انگلیسی: John Exley؛ ۲۳ مهٔ ۱۸۶۷ – ۲۷ ژوئیهٔ ۱۹۳۸) قایقران روئینگ اهل ایالات متحده آمریکا بود.